# Omar Calhoun
Omar Calhoun (Brooklyn, 26 novembre 1993) è un cestista statunitense.

## Statistiche

### College
| Anno       | Squadra       | PG  | PT | MP   | TC%  | 3P%  | TL%  | RP  | AP  | PRP | SP  | PP   |
| ---------- | ------------- | --- | -- | ---- | ---- | ---- | ---- | --- | --- | --- | --- | ---- |
| 2012-2013  | UConn Huskies | 29  | 29 | 32,1 | 40,2 | 32,1 | 75,5 | 3,9 | 1,3 | 1,0 | 0,4 | 11,1 |
| 2013-2014† | UConn Huskies | 32  | 11 | 13,4 | 30,5 | 24,1 | 76,7 | 1,4 | 0,4 | 0,2 | 0,1 | 3,8  |
| 2014-2015  | UConn Huskies | 28  | 5  | 17,3 | 37,8 | 34,2 | 76,9 | 1,6 | 0,7 | 0,5 | 0,1 | 5,5  |
| 2015-2016  | UConn Huskies | 36  | 5  | 14,3 | 41,3 | 38,9 | 80,6 | 1,7 | 0,9 | 0,3 | 0,2 | 4,3  |
| Carriera   | Carriera      | 125 | 50 | 18,8 | 37,9 | 32,1 | 76,7 | 2,1 | 0,8 | 0,5 | 0,2 | 6,0  |

## Palmarès
- Titoli NCAA: 1

Connecticut Huskies: 2014